# Светиклиментово училище
Светиклиментово училище (на македонска литературна норма: Светиклиментово училиште) е бивша училищна сграда в град Охрид, Северна Македония. Сградата е обявена за значимо културно наследство на Република Македония през 1987 година. В нея е седалището на Дебърско-Кичевската митрополия.

## Местоположение
Сградата е разположена в рамките на Самуиловата крепост, на доминантно плато на рида Дебой между църквите „Света Богородица Перивлепта“ и „Св. св. Константин и Елена“.

## История
В 1730 – 1735 година на това място архиепископ Йоасаф II Охридски (1719 – 1746) построява архиепископска палата, която изгаря при пожар на 19 юли 1862 година. Сегашната сграда е изградена като училищна, заместила училището изградено в 1840 година и наследилата го „прогимназия“, изградена в 1845 - 1850 година. Инициативата за построяване на българското училище „Свети Климент Охридски“ е на екзархийския митрополит Григорий Охридски, а парите идват от доброволни дарения на охридчани. От 1945 година сградата е Основно училище „Свети Климент Охридски“.
В 1966 година, по повод 1050-годишнина от смъртта на Свети Климент Охридски, се появява идеята за постоянна изложба „Славянска писменост“. В 1985 година, по повод 1100-годишнината от смъртта на Свети Методий, в сградата на Основното училище „Свети Климент Охридски“ се отваря постоянната изложба и тя става Музей „Славянска писменост“.
В 2011 година сградата е денационализирана и предадена на Македонската православна църква. В нея се настанява дебърско-кичевският (охридският) митрополит, след като предишното му седалище Вила „Лепа“ е върната на семейство Маневи.

## Архитектура
Сградата е в неокласически стил с барокови елементи в ренесансов маниер. Състои се от частичен сутерен, приземие и етаж. Има масивна конструкция, като зиводете в сутерена са от дялан камък с изразени фуги, а приземието и етажът са от тухли. Междуетажната и покривната конструкция са дървени. Покривът е на четири води, покрит със стари керемиди над хидроизолация. Фасадата е в строги симетрични форми и има богата декоративна пластика в неокласически стил – декоративни пиластри, завършващи с капители, профилирани венци на плозоречните отвори с триъгълни тимпанони, фриз и плитка профилация. На западната фасада има малък балкон с ограда и вути от ковано желязо.